# Ozëra Protochnye
Die Ozëra Protochnye (Transliteration von russisch Озёра Проточные Osjora Prototschnyje, deutsch ‚Fließende Seen‘) sind eine Gruppe Seen in den Prince Charles Mountains des ostantarktischen Mac-Robertson-Lands. Sie liegen im nordöstlichen Abschnitt des Massivs von Mount Loewe im östlichen Teil der Aramis Range.
Russische Wissenschaftler benannten sie.